# Symplocos bombycina
Symplocos bombycina är en tvåhjärtbladig växtart som beskrevs av B. Stahl. Symplocos bombycina ingår i släktet Symplocos och familjen Symplocaceae. Inga underarter finns listade i Catalogue of Life.